# Air Madagascar

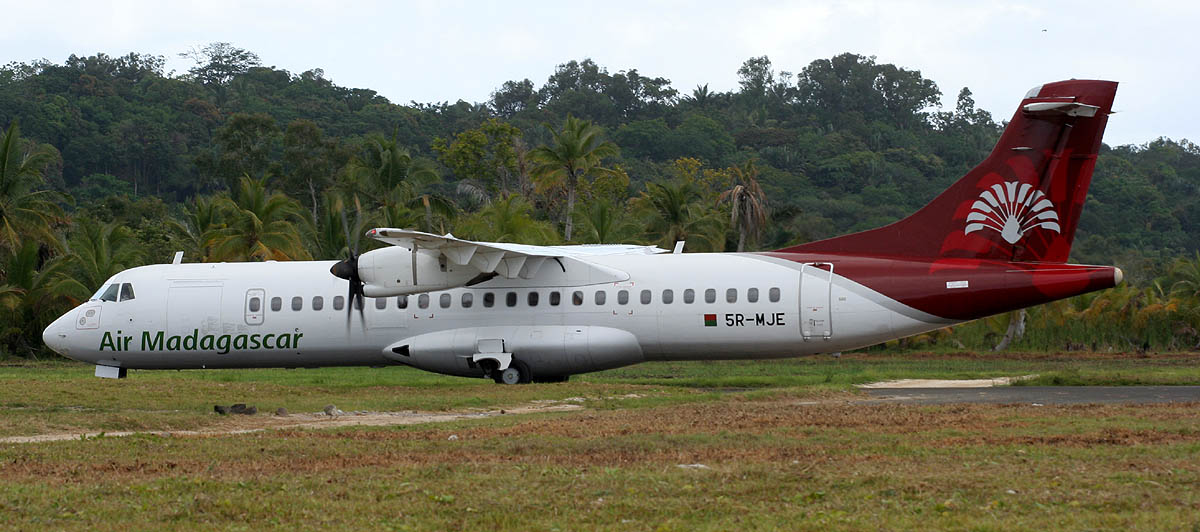
En ATR 72 från Air Madagascar

Air Madagascar är ett flygbolag baserat i Antananarivo, Madagaskar. Flygbolaget är Madagaskars nationella flygbolag och har linjer till Europa, Asien och Afrika.
I oktober 2021 kommer Air Madagascar, som placeras under mottagande, att gå samman med sitt dotterbolag Tsaradia för att starta om och bli Madagascar Airlines.

## Destinationer

### Afrika
- Komorerna
  - Moroni - Prince Said Ibrahim International Airport
- Kenya
  - Nairobi - Jomo Kenyattas internationella flygplats
- Madagaskar
  - Ambatomainty - Ambatomainty Airport
  - Ankavandra - Ankavandra Airport
  - Antalaha - Antsalova Airport
  - Antananarivo - Ivato Airport
  - Antsalova - Antsalova Airport
  - Antsiranana - Antsiranana Airport
  - Antsohihy - Antsohihy Airport
  - Belo-Tsiribihina - Belo Sur Tsiribihina Airport
  - Besalampy - Besalampy Airport
  - Farafangana - Farafangana Airport
  - Fianarantsoa - Fianarantsoa Airport
  - Maintirano - Maintirano Airport
  - Majunga - Majunga Airport
  - Manakara - Manakara Airport
  - Mananjary - Mananjary Airport
  - Mandritsara - Mandritsara Airport
  - Manja - Manja Airport
  - Maroantsetra - Maroantsetra Airport
  - Morafenobe - Morafenobe Airport
  - Morombe - Morombe Airport
  - Morondava - Morondava Airport
  - Nosy Be - Fascene Airport
  - Île Sainte-Marie - Saints Marie Airport
  - Sambava - Sambava Airport
  - Soalala - Soalala Airport
  - Tamatave - Tamatave Airport
  - Tambohorano - Tambohorano Airport
  - Tôlanaro - Tôlanaro Airport
  - Toamasina - Toamasina Airport
  - Toliara - Toliara Airport
  - Tsaratanana - Tsaratanana Airport
  - Tsiroanomandidy - Tsiroanomandidy Airport
- Mauritius
  - Sir Seewoosagur Ramgoolam Airport
- Mayotte
  - Dzaoudzi - Pamandzi Airport
- Réunion
  - Saint-Denis de la Réunion - Roland Garros Airport
  - Saint-Pierre de la Réunion - Pierrefonds Airport
- Sydafrika
  - Johannesburg - OR Tambo Airport

### Asien
- Kina
  - Guangzhou - Baiyun Airport
- Thailand
  - Bangkok - Suvarnabhumi Airport

### Europa
- Frankrike
  - Marseille - Marseille Provence flygplats
  - Paris - Paris-Charles de Gaulle flygplats
- Italien
  - Milano - Milano-Malpensa flygplats

## Flotta

### Historisk flotta
Flygbolaget har tidigare flugit bl.a.:
- Boeing 707
- Boeing 737
- Boeing 747
- Boeing 767-300ER
- Douglas DC-3/C-47
- Douglas DC-4
- Hawker Siddeley HS 748
- Nord 262